# پژو ۴۰۳
پژو ۴۰۳ (Peugeot ۴۰۳) خودرویی است که در سال‌های ۱۹۵۵–۱۹۶۶تولید شده‌است. طراحی آن خودروهای موتور جلو-محور عقب بوده طول آن در حالت طبیعی ۴٬۴۷۰ میلیمتر (۱۷۶ اینچ)، عرض آن در حالت طبیعی ۱٬۶۷۰ میلیمتر (۶۶ اینچ) و ارتفاع آن در حالت طبیعی ۱٬۵۱۰ میلیمتر (۵۹ اینچ) است. 
این خودرو سپس به پژو ۴۰۴ ارتقا یافت.

## نگارخانه

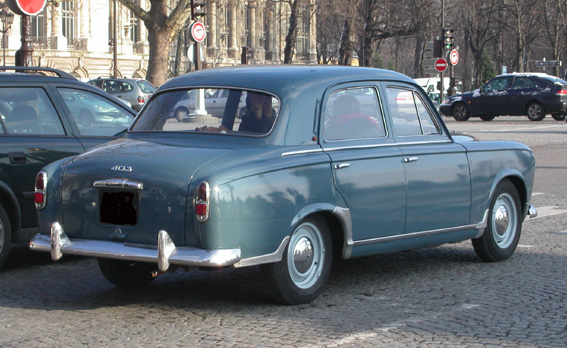
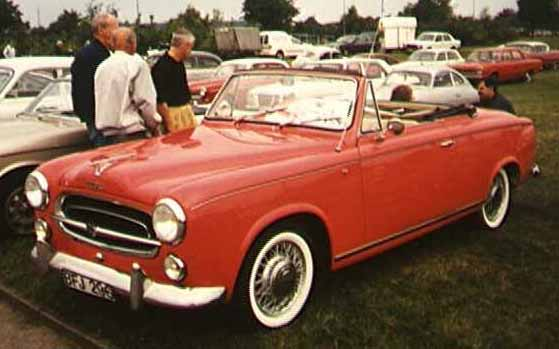
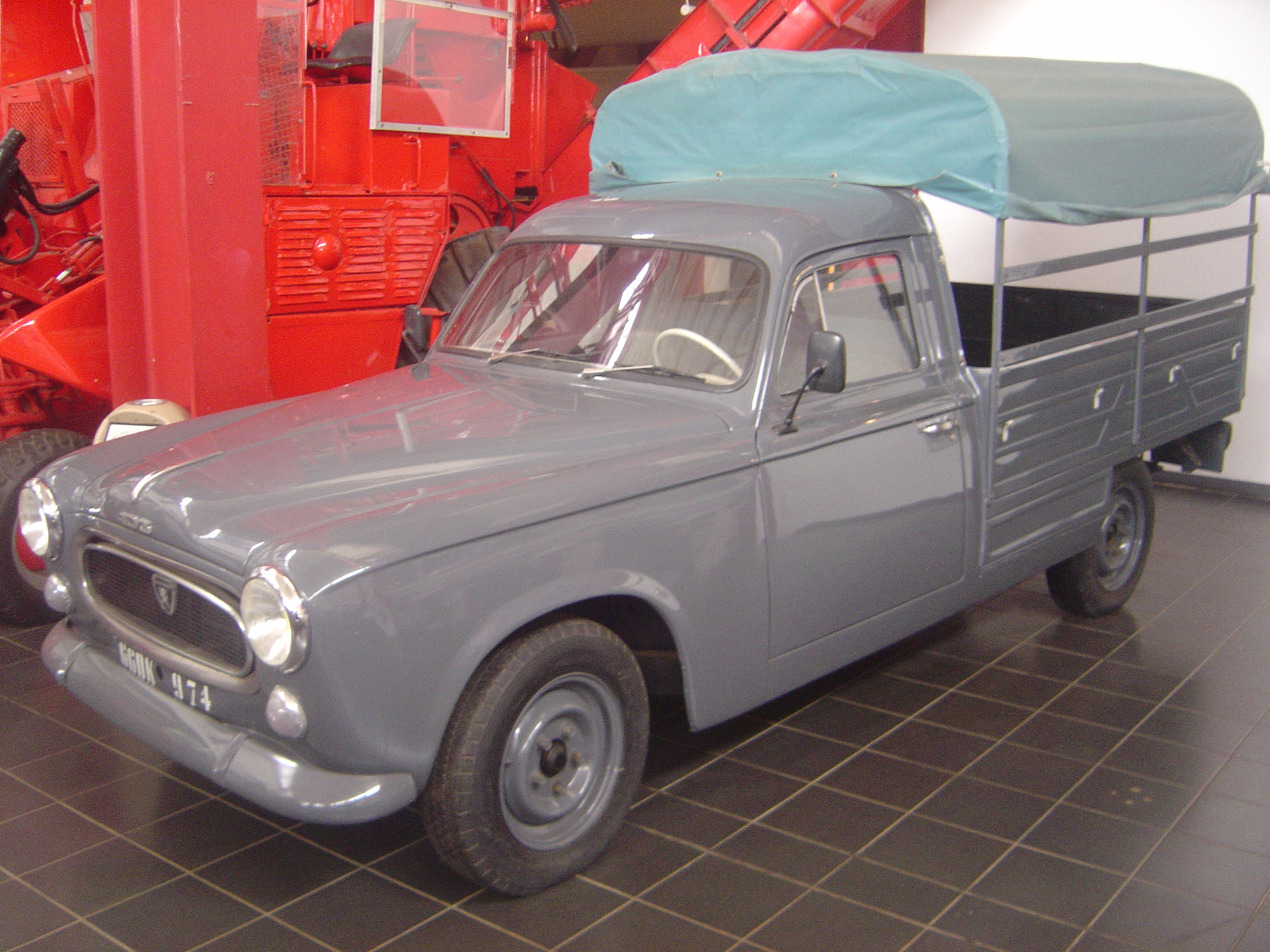
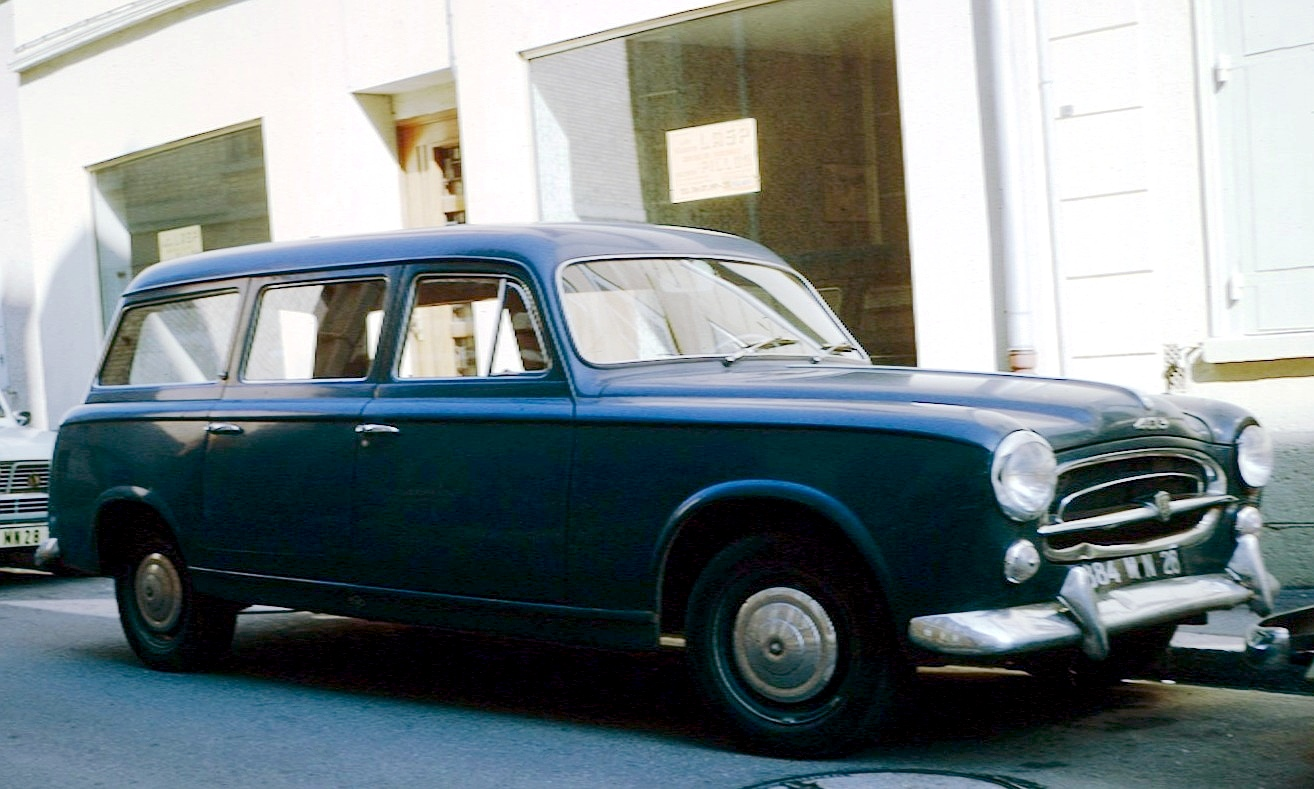